# Cash (2010)
Cash (bra: Reféns do Crime) é um filme independente de suspense e ação americano de 2010, dirigido por Stephen Milburn Anderson com Sean Bean e Chris Hemsworth no elenco.

## Sinopse
O filme centra em um jovem casal em situação financeira desagradável, Sam Phelan (Chris Hemsworth) e Leslie (Victoria Profeta). Quando acidentalmente uma mala cheia de dinheiro cai no carro de Sam Phelan, ele e sua esposa decide usar o dinheiro para melhorar a situação. Porém, depois de conhecer Pyke Kubic (Sean Bean), o mesmo obriga o casal a praticar assaltos e diversas atividade ilegais até que o casal pague a quantia que foi gasta.

## Elenco
- Sean Bean como Sean Bean
- Chris Hemsworth como Sam Phelan
- Victoria Profeta Leslie Phelan
- Mike Starr como Melvin Goldberg
- Michael Mantell como Mr. Dale
- Glenn Plummer como Glenn the Plumber
- Antony Thekkek como Bahadurjit Tejeenderpeet Singh
- Paul Sanchez como Cole
- Tim Kazurinsky como Chunky Chicken Salesman
- Robert C. Goodwin como Bartender

## Recepção
O filme recebeu várias recepções negativas por parte da crítica especializada. No site Rotten Tomatoes, o filme recebeu uma avaliação de 29% recebendo 2,8/5.
Brian Orndorf do site Efilm critic não poupou argumentos para expressar sua frustração, segundo ele, o título é delicioso, mas o filme é bagunçado. Poucos elogios e muitas críticas.